# Cơ sở dữ liệu tập trung
Cơ sở dữ liệu tập trung (tiếng Anh: centralized database, viết tắt là CDB) là cơ sở dữ liệu được lưu trữ tại một vị trí vật lý duy nhất. Vị trí này thường là máy tính trung tâm hoặc hệ thống cơ sở dữ liệu, ví dụ như CPU của máy tính, máy chủ hoặc CPU của một máy tính lớn. Cơ sở dữ liệu tập trung thường được sử dụng bởi một tổ chức, doanh nghiệp hay trường học. Khi người dùng truy cập vào cơ sở dữ liệu tập trung thông qua mạng máy tính, đồng nghĩa với việc họ có thể truy xuất vào dữ liệu của CPU trung tâm, từ đó vận hành và duy trì chính cơ sở dữ liệu đó.